# Maria João Padrão

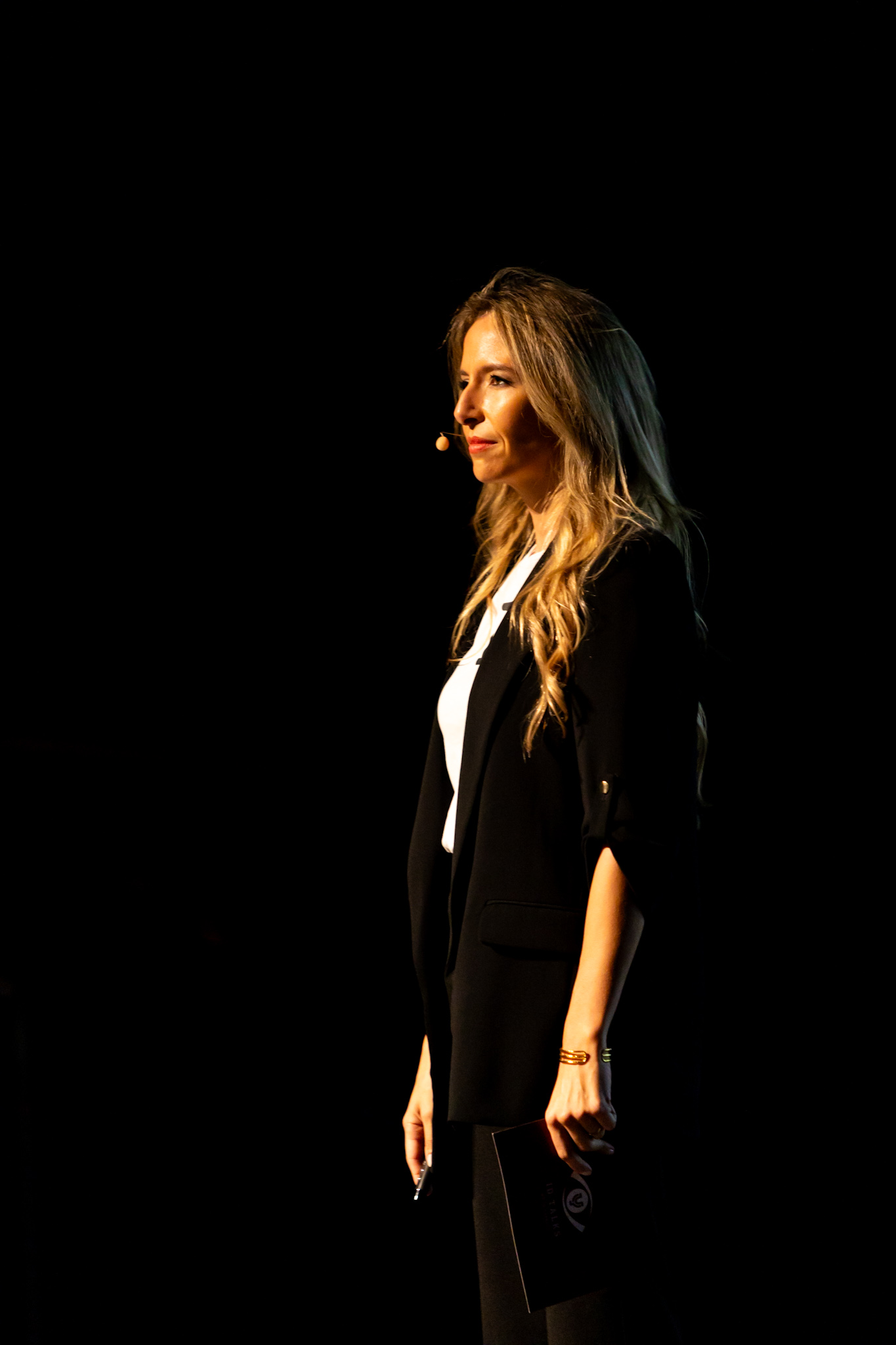
Intervenção de Prof. Doutora Maria João Padrão no ID Talks - Inveja

Maria João Padrão é uma psicóloga, psicoterapeuta e investigadora portuguesa.

## Biografia
Maria João Padrão é uma psicóloga, psicoterapeuta e investigadora portuguesa. (membro efetivo da Ordem dos Psicólogos Portugueses; cédula profissional nº 11098)
Licenciada e Doutorada em Psicologia pela Faculdade de Psicologia e de Ciências da Educação da Universidade do Porto, Maria João Padrão foi a doutorada mais jovem da instituição (em 2012), tendo sido aprovada com distinção por unanimidade. Durante a sua formação, foi também eleita bolseira de mérito pela Fundação para a Ciência e Tecnologia.
Pós-graduada em Sexologia Clínica e Terapia de Casal, especialista em Psicoterapia através da Dança e Movimento pela Universidade Autónoma de Lisboa e em Análise de Movimento pelo Laban Institute - Nova Iorque. Maria João Padrão é também autora e consultora de revistas científicas internacionais.
A par da sua atividade clínica e académica, desempenhou funções de relevo na proteção de menores e no trabalho comunitário.
A sua investigação na área das perturbações do comportamento alimentar projetou-a para o reconhecimento internacional, como uma das maiores referências na área e considerada pelo Psychology Progress – Centre for top Research in Psychology como uma das maiores pensadoras e clínicas da atualidade.
Em 2015, recebeu uma nomeação para o prémio BIAL, sendo reconhecida como uma das mais proeminentes intelectualidades da sociedade contemporânea, destacando-se pela combinação inédita de perspetivas filosóficas e psicológicas.
Em 2016, lança o seu primeiro livro "Anorexia nervosa: da fenomenologia do corpo à libertação", uma obra fundamental na área das perturbações do comportamento alimentar que explora a anorexia nervosa sob a perspetiva da fenomenologia do corpo e propõe uma abordagem inovadora de entendimento e intervenção. O livro tem vindo a receber reconhecimento pela sua profundidade e por apresentar uma visão inovadora e sensível sobre os aspetos emocionais e corporais das perturbações alimentares.
Em 2017, a convite de António Coimbra de Matos, torna-se membro da Associação Portuguesa de Psicanálise e de Psicoterapia Psicanalítica, onde faz a sua formação em Psicanálise.
No mesmo ano, fundou a Clínica Maria João Padrão – Psicologia Clínica, onde exerceu a função de Diretora Clínica. A clínica rapidamente se tornou uma referência nacional no campo da psicoterapia, destacando-se pela abordagem inovadora e humanizada no atendimento aos pacientes. A sua experiência e visão profissional implementadas na clínica consolidaram-na como uma das principais clínicas de psicologia em Portugal, sendo conhecida pela sua excelência no tratamento das questões de saúde mental.
Em 2021, Maria João Padrão foi responsável pela organização de uma homenagem ao psicanalista António Coimbra de Matos (falecido nesse ano), uma figura incontornável da psicologia e psiquiatria, considerado o Pai da Psicanálise em Portugal. O evento refletiu a sua dedicação à promoção de grandes figuras da psicologia e da psicanálise nacional e ao legado de quem tanto contribuiu para a evolução da saúde mental. Esse evento contou com uma palestra do Prof. Doutor Joaquim Luís Coimbra, considerado por Maria João como a sua maior referência intelectual.
“Na Psicologia, tive dois Pais simbólicos. Não tive Mãe. Tive dois pais: Joaquim Luís Coimbra e António Coimbra de Matos.”
Fundação da ID Clinics
Em 2023, a Clínica Maria João Padrão internacionaliza-se, passando a chamar-se ID Clinics, uma clínica de saúde mental premium com sede no Porto, que, mais uma vez, se destacou rapidamente como uma das mais importantes da área. A ID Clinics oferece um atendimento de excelência, com foco na personalização e no cuidado terapêutico, atendendo a uma ampla gama de necessidades no campo da saúde mental. A clínica conta com mais de dez áreas de especialização, incluindo: Psicologia Clínica, Psicoterapia, Psiquiatria, Terapia de Casal, Psicologia da Criança, Terapia Familiar, Sexologia Clínica, Neuropsicologia, Grupos de Apoio, Intervenção em Crise e Catástrofe, Diversidade Sexual e Consulta de Emergência. Como Diretora Clínica da ID Clinics, Maria João Padrão tem supervisionado e coordenado todos os serviços, assegurando que a clínica seja um centro de referência em psicologia e psiquiatria, com uma equipa de profissionais altamente qualificados.
ID Talks
A sua vontade de levar a Psicologia a todos e cada vez mais longe, e o seu espírito inovador levaram Maria João à criação do ID Talks, em 2024.
O ID Talks é um evento inovador dedicado à saúde mental e à psicologia, em formato de conferência/espetáculo, cuja pretensão é a promoção do desenvolvimento psicológico do público, através de reflexões e intervenções imersivas.
Este evento contou com a participação de especialistas renomados na área, e devido ao seu grande sucesso, foi realizada uma segunda edição no mesmo ano.
O ID Talks tornou-se uma plataforma essencial para a troca de conhecimento entre profissionais de saúde mental, consolidando-se como um evento de referência em Portugal.

## Publicações e Comunicações
Padrão, M.J. (2016). Anorexia Nervosa – da fenomenologia do corpo à libertação. Porto: Simplesmente.
Padrão, M.J., Barbosa, M. R., & Coimbra, J.L. (2013). Meal Plan in the Treatment of Anorexia Nervosa: A Way of Feeding the Disorder and Starving the Patient. Global Journal of Health Science 5 (1). 112-124
Padrão, M.J., Barbosa, M. R., & Coimbra, J.L. (2012). Anorexia Nervosa: Traditional Medical Model of Intervention as a Pact with the Disorder. In Lidia Cabello Domínguez y Maria Teresa Ramiro (Eds.) (2012). Proceedings of the 5th International and 10th National Congress of Clinical Psychology Santander – Spain. Madrid: Asociación Española de Psicología Condutual.
Padrão, M. J., & Coimbra, J. L. (2011). The Anorectic Dance: Towards a New Understanding of Inner-Experience Through Psychotherapeutic Movement. American Journal of Dance Therapy, 33 (2), 131-147.
Padrão, M. J., & Coimbra, J. L. (2011). Psychotherapy through the body for women with Anorexia Nervosa. In Sales, C.M.D., Moita, G. & Frommer, J. (Eds.). (2011). Methodological diversity in psychotherapy and counselling research: qualitative-quantitative approaches. Proceedings of the 1st International Summer School for Psychotherapy and Counseling Research. Lisboa: Universidade Autónoma de Lisboa.
Padrão, M.J., Barbosa, M. R., & Coimbra, J.L. (2014). The Body in psychotherapy and Psychotherapy through the Body: Anorexia nervosa in contemporary societies and the resolution through art and bodily expression. Body Imaging and the Body Imaginary: An Interdisciplinary Psychoanalytic Conference – Emory University, Atlanta, Georgia.
Padrão, M.J., (2013). The art of dance – the aesthetic experience construction and its psychotherapeutic potential in anorexia nervosa. 2013 Korean Dance Therapy Association International Conference Seoul – Korea.
Padrão, M.J., Barbosa, M. R., & Coimbra, J.L. (2012). Anorexia Nervosa: An alternative conceptualization and an alternative psychotherapeutic approach. 3rd Joint Meeting of the Society for Psychotherapy Research – European and UK chapters – Porto – Portugal.
Padrão, M.J., Barbosa, M. R., & Coimbra, J.L. (2012). Anorexia Nervosa: Traditional Medical Model of Intervention as a Pact with the Disorder. 5th International and 10th National Congress of Clinical Psychology Santander – Spain.
Padrão, M.J. & Coimbra, J.L. (2010). Psychotherapy through the body for women with Anorexia Nervosa. 1st  International Summer School for Psychotherapy and Counseling Research – Universidade Autónoma de Lisboa.
Padrão, M.J. & Coimbra, J.L. (2010). Anorexia and Dance: Understanding the inner-experience through psychotherapeutic movement. Oral session – IJUP’10 – 3rd Meeting of Young Researchers at Universidade do Porto.
Padrão, M.J. & Coimbra, J. L. (2009). The anorectic dance: towards a new understanding of inner-experience through psychotherapeutic movement. Poster session presented at the 44th American Dance Therapy Association Annual Conference, Portland – USA.
Padrão, M.J. (2017) Are You Managing Correctly Your Priorities? 2017 Rhinoplasty & Facial Plastic Surgery – Learn with the masters – Porto (ICBAS).
Padrão, M. J. (2018). Como lidar com a ansiedade no adolescente. XXIV Reunião Pediátrica de Viana – Novas Abordagens em Pediatria – Viana do Castelo.